# Ronald Wright (Boxer)
Ronald Wright, häufig auch nur Winky Wright genannt, (* 26. November 1971 in Washington, D.C. als Ronald Lamont Wright) ist ein ehemaliger US-amerikanischer Boxer, dessen Profikarriere von 1990 bis 2012 andauerte. Er war mehrfacher Weltmeister im Halbmittelgewicht (IBF, WBC, WBA, WBO) und fand 2018 Aufnahme in die International Boxing Hall of Fame.

## Amateurkarriere
Wright begann 1987 im St. Pete’s Boxing Club in Saint Petersburg (Florida) mit dem Boxsport und wurde von Dan Birmingham trainiert, der ihn später auch bei den Profis betreute. Er gewann im Halbweltergewicht jeweils eine Bronzemedaille bei den National Golden Gloves 1989 und den US-Meisterschaften 1990, wobei er in den Halbfinalkämpfen gegen Terron Millett bzw. Stevie Johnston ausgeschieden war.

## Profikarriere
Noch 1990 wechselte er in das Profilager und gewann 25 Kämpfe in Folge, ehe er am 21. August 1994 beim Kampf um den WBA-Weltmeistertitel im Halbmittelgewicht nach Punkten gegen den argentinischen Titelträger Julio Vásquez verlor. Durch neun folgende Siege konnte er am 17. Mai 1996 um den WBO-Weltmeistertitel im Halbmittelgewicht antreten und siegte diesmal nach Punkten gegen Bronco McKart. Im Anschluss verteidigte er den Titel jeweils in Großbritannien gegen Ensley Bingham, Steve Foster und Adrian Dodson, ehe er den Gürtel in der vierten Verteidigung am 22. August 1998 in Südafrika durch Mehrheitsentscheidung an Harry Simon verlor. Am 4. Dezember 1999 verlor er auch beim Kampf um die IBF-Weltmeisterschaft durch Mehrheitsentscheidung gegen Fernando Vargas.
Durch folgende Siege gegen Bronco McKart und Keith Mullings konnte er am 12. Oktober 2001 als Nummer 1 des Verbandes um den von Félix Trinidad niedergelegten und dadurch vakanten IBF-Weltmeistertitel boxen und besiegte dabei die Nummer 2, Robert Frazier, einstimmig nach Punkten. 2002 und 2003 folgten Titelverteidigungen gegen Jason Papillion, Bronco McKart, Juan Candelo und Ángel Hernández.
Am 13. März 2004 besiegte er den WBA- und WBC-Weltmeister Shane Mosley einstimmig nach Punkten und stieg damit zur Nummer 1 der Weltrangliste des Ring Magazine auf. Im Juli 2004 legte er dann den IBF-Titel nieder, da er statt einer IBF-Pflichttitelverteidigung gegen Kassim Ouma einen Rückkampf gegen Shane Mosley bestritt, den er am 20. November 2004 erneut nach Punkten gewann.
Im Anschluss legte er seine verbliebenen Halbmittelgewichtstitel nieder und stieg in das Mittelgewicht auf, wo er am 14. Mai 2005 Félix Trinidad und am 10. Dezember 2005 Sam Soliman besiegen konnte. Beim Kampf um die WBC- und WBO-Weltmeistertitel erreichte er dann am 17. Juni 2006 ein Unentschieden gegen Jermain Taylor. Im Dezember 2006 siegte er noch gegen Ike Quartey.
Am 21. Juli 2007 boxte er im Halbschwergewicht gegen Bernard Hopkins und verlor nach Punkten. Nach einer Auszeit von 21 Monaten boxte er am 11. April 2009 gegen Paul Williams und verlor erneut nach Punkten. Seinen nächsten und zugleich letzten Kampf bestritt er dann am 2. Juni 2012 gegen Peter Quillin und verlor wiederum nach Punkten.
Nach dem Kampf gegen Quillin erklärte er im Alter von 40 Jahren seinen Rücktritt vom Boxsport.